# 文相敏
文相敏（2000年4月14日—），韓國男演員，身高190公分。2023年4月，憑藉在《王后傘下》中「李強（成枏大君）」的角色獲得第59屆百想藝術大賞TV部門男子新人演技獎。

## 演藝經歷
2019年透過網路劇《我討厭聖誕節的四個理由》作為新人演員出道，並陸續出演多部網路劇。後續參與戀愛綜藝《Real High Romance》，因帥氣外表受到節目嘉賓與粉絲諸多關注。
2021年在韓韶禧、朴喜洵、安普賢主演的Netflix戲劇《以吾之名》中飾演緝毒隊刑警「高建平」，逐漸爲觀眾熟知。
2022年主演tvN的黑色古裝喜劇《王后傘下》，飾演「李強（成枏大君）」一角而受到大眾關注。隔年，他以該角入圍第59屆百想藝術大賞TV部門男子新人演技獎，這也是他演藝生涯中獲得的第一個演技類大型獎項。
2024年5月，他獲選為KBS2 TV長青音樂現場節目《音樂銀行》第39任MC，並陸續與LE SSERAFIM的洪恩採、ILLIT的MINJU等女團成員搭檔主持，於同年末獲頒2024 KBS演藝大獎最佳情侶獎。

## 影視作品

### 網路劇
| 年份 | 播放平台     | 作品                    | 角色   | 性質 |
| 2019 | PLAYLIST     | 我討厭聖誕節的四個理由  | 廉時俊 | 主演 |
| 2020 | tvN          | 人魚王子：The Beginning | 趙亞書 | 配角 |
| 2020 | vanillasee   | 終於上色                | 鄭宇   | 主演 |
| 2021 | Netflix      | 以吾之名                | 高建平 | 配角 |
| 2024 | Coupang Play | 凌晨兩點的灰姑娘        | 徐柱元 | 主演 |

### 電視劇
| 年份 | 電視台  | 作品           | 角色           | 性質     |
| 2022 | tvN     | 王后傘下       | 李強           | 主要角色 |
| 2023 | TVING   | 放學後戰爭活動 | 王太萬         | 主要角色 |
| 2024 | tvN     | 不可能的婚禮   | 李志澖         | 主演     |
| 2024 | tvN     | 愛在獨木橋     | 青年時期石邊熙 | 特別出演 |
| 2026 | KBS 2TV | 恩愛的盜賊大人 | 道月大君 李烈  | 主演     |

### 電影
| 年份 | 作品                 | 角色 | 性質 |
| 待定 | 為已逝公主的孔雀舞曲 |      |      |

### 節目主持
| 播出日期           | 播出頻道 | 節目名稱 | 備註     |
| 2024年5月31日—至今 | KBS2     | 音乐银行 | 第39任MC |

### 綜藝節目
| 年份 | 播出頻道 | 節目名稱               | 備註  |
| 2019 | KokTV    | 真正的浪漫史第二季（리얼하이로맨스 시즌2） | [ 6 ] |

## 獎項
| 年份 | 頒獎典禮              | 獎項                    | 作品               | 結果 | 備註             |
| 2023 | 第59屆百想藝術大獎    | TV部門 男子新人演技獎   | 《王后傘下》       | 獲獎 |                  |
| 2023 | 第2屆青龍系列大獎     | 電視劇部門 新人男演員獎 | 《放學後戰爭活動》 | 提名 |                  |
| 2023 | 第8屆亞洲明星盛典     | 演員部門 新人獎         | 《王后傘下》       | 獲獎 |                  |
| 2023 | 第9屆APAN Star Awards | 男子新人獎              | 《王后傘下》       | 獲獎 |                  |
| 2024 | 2024 KBS演藝大獎      | 最佳情侶獎              | 《音樂銀行》       | 獲獎 | 和MINJU（ILLIT） |

## 外部連結
- 文相敏的Instagram帳戶
- 文相敏在NAVER上的资料
- 文相敏在互联网电影资料库（IMDb）上的資料（英文）
- 文相敏在HanCinema的頁面（英文）（英文）